# ジョルジュ・オクトール
ジョルジュ・オクトール（Georges Octors, 1923年4月8日 - 2020年6月18日）は、ベルギー領コンゴ（現コンゴ民主共和国）出身の指揮者。

## 経歴
ベルギー領コンゴのガンボミ生まれ。1941年よりブリュッセル王立音楽院でモーリス・ラスキンとマシュー・クリックボームにヴァイオリンを師事してヴァイオリン奏者として活躍し、1956年にアントウェルペン・バッハ・アンサンブルを結成。
指揮にも関心を抱いており、1960年にベルギー国立管弦楽団の首席指揮者を務めていたアンドレ・クリュイタンスのアシスタントになった。1975から1989年までベルギー国立管弦楽団の首席指揮者を務めた。その後、ワロニー王立室内管弦楽団の指揮者となり、2003年まで務めている。

## 註
1. ↑  “Georges Octors, chef d’orchestre, est décédé” (フランス語). bx1.be. (2020年6月25日) 2020年6月28日閲覧。

| スタブアイコン | サブスタブ | この項目は、まだ閲覧者の調べものの参照としては役立たない、音楽関係者（バンド等）に関連した書きかけの項目です。この項目を加筆・訂正などしてくださる協力者を求めています（P:音楽/PJ:芸能人）。 |